# 349 Dembowska
A 349 Dembowska (ideiglenes jelöléssel 1892 T) a Naprendszer kisbolygóövében található aszteroida. Auguste Charlois fedezte fel 1892. december 9-én.